# Christopher Cassidy
Christopher John Cassidy (* 4. ledna 1970, Salem, Massachusetts, USA) je bývalý americký vojenský námořník a astronaut NASA, 497. člověk ve vesmíru. Do kosmu se dostal na dva týdny jako člen posádky raketoplánu Endeavour při letu STS-127 na Mezinárodní vesmírnou stanici (ISS) v červenci 2009. Ke druhému letu, půlroční misi na ISS v rámci Expedice 35 a 36, vzlétl v březnu 2013. V roce 2020 byl na ISS v rámci Expedice 62 a 63.

## Mládí a vojenská kariéra
Christopher Cassidy se narodil v Salemu ve státě Massachusetts, za své rodné město považuje York v Maine. Zde také navštěvoval střední školu. Poté studoval na námořní přípravce v Newportu a Námořní akademii (U.S. Naval Academy), kterou absolvoval roku 1993 s titulem bakaláře matematiky.
Po akademii deset let sloužil v americkém vojenském námořnictvu v elitních jednotkách Navy SEALs. Byl dvakrát nasazen ve Středomoří a dvakrát v Afghánistánu, pokaždé na šest měsíců.

## Kariéra v NASA

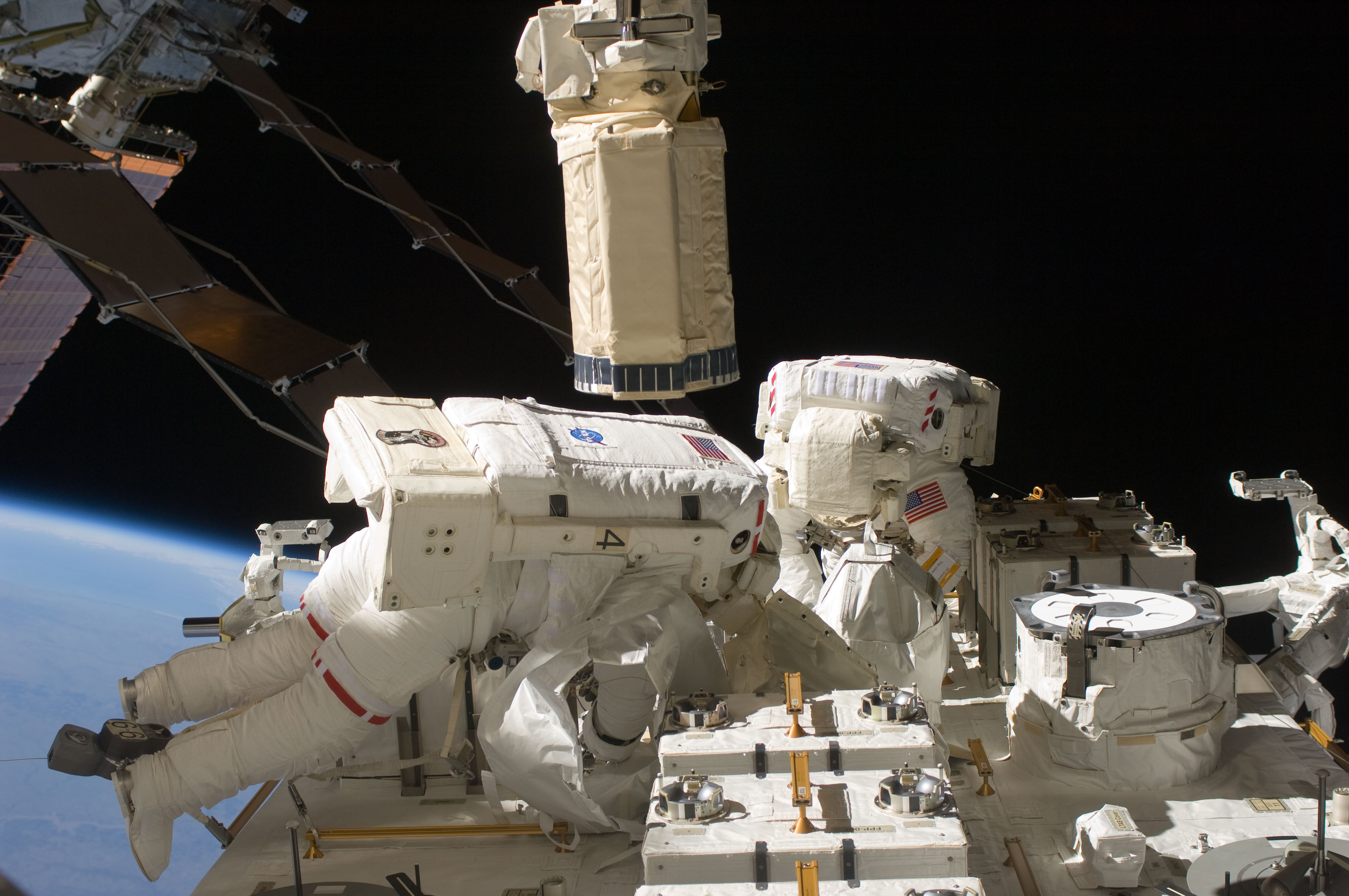
Thomas Marshburn a Christopher Cassidy (vpravo) upravují tepelnou izolaci manipulátoru SDPM (Dextre) na povrchu ISS, 27. července 2009

Přihlásil se k 19. náboru astronautů NASA, prošel všemi koly výběru a 6. května 2004 byl zařazen mezi americké astronauty. Zahájil základní kosmonautický výcvik a v únoru 2006 získal kvalifikaci „letový specialista“ raketoplánu.

### 1. kosmický let – STS 127
V únoru 2008 NASA zveřejnila Cassidyho jmenování do posádky letu STS-127 plánovaného na následující rok. Do vesmíru odstartoval 15. července 2009 na palubě raketoplánu Endeavour. Cílem mise byla dokončení montáže modulu Kibó, doprava zásob a vybavení na Mezinárodní vesmírnou stanici (ISS). Let trval 15 dní, 16 hodin a 45 minut. Během letu Cassidy třikrát vystoupil na povrch stanice k montážním pracím, celkem vycházky trvaly 18 hodin a 5 minut.

### 2. kosmický let – Sojuz TMA-08M
V prosinci 2010 byl zařazen do posádky Expedic 35 a 36 na ISS s plánovaným startem v březnu 2013, posádka byla současně záložní pro Expedici 33/34 startující v září 2012. Do vesmíru odstartoval 28. března 2013 jako palubní inženýr lodi Sojuz TMA-08M společně s Pavlem Vinogradovem a Alexandrem Misurkinem, po šestihodinovém letu se připojili k ISS a zahájili práci v Expedici 35. Cassidy jako palubní inženýr pokračoval také v Expedici 36. Třikrát vystoupil do otevřeného vesmíru, výstupy trvaly 5 hodin a 30 minut, 6 hodin a 7 minut a 1 hodinu a 32 minut (třetí výstup byl zkrácen kvůli vodě, která se objevila ve skafandru Luca Parmitana). Dne 11. září 2013, se posádka Sojuzu TMA-08M vrátila na Zemi po 166 dnech, 6 hodinách a 15 minutách letu.

### Vedoucí Kanceláře astronautů
Cassidy byl v červenci 2015 jmenován vedoucím Kanceláře astronautů, což je nejvyšší řídicí funkce v NASA s odpovědností za provoz a výcvik astronautů. Ve funkci nahradil nahradil astronauta Roberta Behnkena. Po dvou letech, v červnu 2017 uvolnil svou pozici pro Patricka Forrestera a vrátil se do aktivního výcviku, aby se připravil na svůj další let.

### 3. kosmický let – Sojuz MS-16
Ke svému třetímu a poslednímu kosmickému letu Cassidy odstartoval 9. dubna 2020 v Sojuzu MS-16 ruskými kosmonauty Ivanem Vagnerem a Anatolijem Ivanišinem. Na ISS se připojili k třem členům Expedice 62, ale po jejich odletu v Sojuzu MS-15 o týden později se stali Expedicí 63, jejímž velitelem byl Cassidy. Během svého pobytu stanici po dva měsíce sdíleli s dvoučlennou americkou posádkou testovacího letu Crew Dragon Demo 2, Cassidy přitom absolvoval s Robertem Behnkenem celkem 4 výstupy do volného prostoru kvůli výměně starých nikl-vodíkových bateriích za nové lithium-iontové a dalším údržbovým a rozšiřujícím činnostem. Celková délka výstupů dosáhla 23 hodin a 39 minut. Cassidy s Vagnerem a Ivanišinem později přivítali své nástupce v lodi Sojuz MS-17 a týden poté, 21. října 2020, svým odpojením od ISS ukončili Expedici 63. Jejich let trval celkem 195 dní, 18 hodin a 49 minut.
Cassidy 28. května 2021 oznámil, že opouští jak americké námořnictvo, tak sbor amerických astronautů. Během svých tří letů strávil ve vesmíru 377 dní, 17 hodin a 49 minut, z toho ve volném prostoru 54 hodin a 51 minutu.

## Soukromý život
Christopher Cassidy je ženatý, s manželkou Peggy Yancer Cassidy mají pěti děti.
K jeho zájmům patří cestování, cyklistika, kempování, lyžování, posilování, běh, basketbal a domácí kutilství. Je také licencovaným radioamatérem a během svého pobytu na ISS v roce 2020 navazoval spojení s americkými studenty pomocí radiostanice, kterou vně ISS namontoval při jednom ze svých výstupů do volného prostoru.